# Sarah-Jayne Blakemore
Sarah-Jayne Blakemore (née le 11 août 1974) est une psychologue et universitaire britannique, spécialiste des neurosciences cognitives. Elle est professeure de psychologie à l'University College de Londres et lauréate du prix Rosalind-Franklin en 2013.

## Jeunesse et formation
Sarah-Jane Blakemore naît le 11 août 1974, la fille du neurobiologiste Colin Blakemore (en) et d'Andrée Washbourne.
Elle fait ses études secondaires à l'Oxford High School, puis obtient son Bachelor of Arts en psychologie expérimentale au St John's College d'Oxford) en 1996. Elle poursuit ses études à l'University College de Londres (UCL) où elle obtient un doctorat en 2000 pour sa thèse Recognising the sensory consequences of one's own actions, codirigée par Daniel Wolpert (en) et Chris Frith.

## Recherche et carrière
Après son doctorat, Sarah-Jane Blakemore est nommée chercheuse postdoctoral international de 2001 à 2003 à Lyon, en France et travaille avec Jean Decety sur la perception de la causalité dans le cerveau humain. Elle reçoit ensuite la bourse Dorothy Hodgkin de la Royal Society  (2004-2007) puis une bourse de recherche universitaire de la Royal Society (2007-2013). Activement impliquée dans la sensibilisation du public à la science, elle donne fréquemment des conférences et des conférences publiques dans les écoles et intervient comme consultante scientifique sur la série de la BBC The Human Mind en 2003.
Sarah-Jane Blakemore s'intéresse aux liens entre les neurosciences et l'éducation et publie un livre, avec Uta Frith : The Learning Brain: Lessons for Education. Elle co-dirige le programme de doctorat de quatre ans Wellcome Trust en neurosciences à l'UCL et est rédactrice en chef de la revue Developmental Cognitive Neuroscience.
Son groupe de recherches se focalise sur le développement de la cognition sociale et de la prise de décision à l'adolescence, et la santé mentale adolescente. Elle est membre du groupe de travail BrainWaves de la Royal Society pour les neurosciences et du Royal Society Vision Committee for Maths and Science Education 5-19.

## Prix et distinctions
- Prix de thèse de la British Psychological Society (2001)
- Spearman Medal pour une recherche exceptionnelle en début de carrière (2006)
- Lecturer Award de la Société suédoise de neuropsychologie (2011)
- Prix Suffrage Science (2011)[7]
- Young Mind & Brain Prize de l'Université de Turin (2013)
- Prix Rosalind-Franklin de la Royal Society (2013)[8]
- Prix de recherche Klaus J. Jacobs (2015)[9]
- Membre de la British Academy (2018)[10]
- Presidents' Award for Distinguished Contributions to Psychological Knowledge de la British Psychological Society (2018)[11]
- Prix de la Royal Society for Science Books pour son livre Inventing Ourselves: The Secret Life of the Teenage Brain (2018)[12]

## Publications
- Development of the adolescent brain: implications for executive function and social cognition, SJ Blakemore, S Choudhury, Journal of child psychology and psychiatry 47 (3‐4), 296-312
- Adolescence: a foundation for future health, SM Sawyer, RA Afifi, LH Bearinger, SJ Blakemore & all, The lancet 379 (9826), 1630-1640
- The social brain in adolescence, SJ Blakemore, Nature Reviews Neuroscience 9 (4), 267-277
- Central cancellation of self-produced tickle sensation, SJ Blakemore, DM Wolpert, CD Frith, Nature neuroscience 1 (7), 635-640
- From the perception of action to the understanding of intention, SJ Blakemore, J Decety, Nature reviews neuroscience 2 (8), 561-567